# Karur (dystrykt)

Dystrykt Karur na mapie stanu Tamilnadu

Karur – jeden z dystryktów stanu Tamilnadu (Indie). Stolicą dystryktu Karur jest miasto Karur.

## Położenie
Od północnego zachodu graniczy z dystryktem Erode, od północy z dystryktem Namakkal, od północnego wschodu i wschodu z dystryktem Tiruchirapalli, od południa z dystryktem Dindigul, od zachodu z dystryktem Tiruppur.